# Raaphorsterpolder
De Raaphorsterpolder is een polder in het zuiden van de gemeente Wassenaar. Het Landgoed De Raephorst ligt in het midden van de polder.

## Bemaling
Het Poldergemaal De Vereeniging werd in 1877 gesticht voor de bemaling van het circa 875 hectare grote gebied van de polders Duivenvoorde, De Fluit, Raaphorst en de Veenzijdse Polder (later samengegaan als de Duivenvoordse-Veenzijdse Polder).